# (22291) Heitifer
(22291) Heitifer (1989 CH5) – planetoida z pasa głównego asteroid okrążająca Słońce w ciągu 5,69 lat w średniej odległości 3,18 j.a. Odkryta 2 lutego 1989 roku.